# Schizoporella grandicella
Schizoporella grandicella är en mossdjursart som först beskrevs av Ferdinand Canu och Ray Smith Bassler 1930.  Schizoporella grandicella ingår i släktet Schizoporella och familjen Schizoporellidae. Inga underarter finns listade i Catalogue of Life.